# Forrest Lamont
Forrest Lamont   (26 de gener de 1881 - Chicago, 17 de desembre de 1937) va ser un cantant canadenc d'òpera (tenor) i professor de cant.
Lamont va créixer a Chicopee, Massachusetts, on va tenir classes de música i va cantar en cors de l'església. Va continuar la seva formació a França, Itàlia i Alemanya i va debutar com a cantant d'òpera al "Teatro Adriano" de Roma el 1914 al Poliuto de Gaetano Donizetti. El mateix any, va aparèixer com a convidat a Moscou, després es va comprometre a Itàlia, Viena i Budapest.
El 1916 es va convertir en membre de la Companyia Cívica d'Opera Cívica de Cleofonte Campanini, de la qual fou membre fins al 1930. Aquí va tenir l'oportunitat de participar en estrenes d'òperes americanes com Azora, the Daughter of Montezuma d'Henry Kimball Hadley, i Arthur Nevins, Daughter of the Forrest. Va cantar de William Franke Harlings Light From St. Agnes i The Echo de Frank Patterson, i va aparèixer a Nova York al costat d'Amelita Galli-Curci a Linda di Chamounix de Donizetti.
El repertori de Lamont també incloïa òperes de Wagner i també òperes italianes i franceses (entre les quals Rodolfo a La Bohème, Radames a Aïda i Edgardo a Lucia di Lammermoor). Un dels seus més grans èxits va ser la seva aparició com a Gennaro a I gioielli della Madonna d'Ermanno Wolf-Ferrari (1921) al costat de Giacomo Rimini i Rosa Raisa.
A més dels compromisos als Estats Units (per exemple a l'Òpera cívica de Cincinnati), Lamont va realitzar visites internacionals per a concerts. a través del Carib i Amèrica del Sud. Després de retirar-se de l'escenari d'òpera, va treballar com a professor de cant a Chicago, on va tenir entre les seves alumnes la famosa Vivian Della Chiesa.